# Cầu Sông Ba
Cầu Sông Ba là một cây cầu bắc qua sông Ba trên Quốc lộ 19 tại thị xã An Khê, tỉnh Gia Lai, Việt Nam.
Cầu có lý trình tại Km 80+316 Quốc lộ 19, nối liền hai phường An Bình và Tây Sơn thuộc thị xã An Khê.
Cầu Sông Ba cũ được xây dựng từ thời Pháp thuộc, trụ cầu bằng đá xây, mặt cầu chỉ rộng khoảng 3 m. Đến thời Việt Nam Cộng hòa, một cây cầu mới được xây dựng nằm về phía hạ lưu cầu cũ. Cầu Sông Ba mới có 8 nhịp, chiều rộng mặt cầu là 7,5 m, trụ cầu và dầm đỡ bằng bê tông cốt thép.